# Jorge Félix Muñoz García
Jorge Félix Muñoz García (Madrid, 22 de agosto de 1991), más conocido futbolísticamente como Jorge Félix, es un futbolista español que juega como delantero en el Piast Gliwice de la Ekstraklasa.

## Trayectoria
Jorge Félix se formó en la cantera del Atlético de Madrid. En la temporada 2010-11 formó parte del Atlético de Madrid C y más tarde, jugaría en varios equipos de la Comunidad de Madrid como Club Deportivo Colonia Moscardó, Getafe C. F. "B", A. D. Alcorcón "B", C. F. Trival Valderas y C. F. Rayo Majadahonda.
Jorge no saldría de Madrid hasta no completar su licenciatura en Económicas y un par de másters. Cuando acabó la universidad, decidió firmar por el Club Lleida Esportiu en el que jugaría 37 partidos y anotaría 10 tantos.
En julio de 2018 el Club Lleida Esportiu confirmó que fue abonada la cláusula de rescisión del contrato del jugador, quien quedó liberado para jugar en el Piast Gliwice de la Ekstraklasa polaca hasta 2020. En la temporada 2018-19 se convirtió en campeón de la Ekstraklasa, formando ataque junto al español Gerard Badía. Durante la temporada 2019-20 se convirtió en uno de los máximos goleadores de la Ekstraklasa y lideró la clasificación de goleadores durante gran parte de la temporada junto a otro español, Jesús Imaz.
El 4 de agosto de 2020 se marchó a Turquía para jugar en el Sivasspor las siguientes dos temporadas. Pasado ese tiempo regresó al Piast Gliwice, firmando por un año con opción a otro.

## Clubes
| Club                   | País    | Año       |
| ---------------------- | ------- | --------- |
| Atlético de Madrid "C" | España  | 2010-2011 |
| C. D. Colonia Moscardó | España  | 2011-2012 |
| Getafe C. F. "B"       | España  | 2012-2014 |
| A. D. Alcorcón "B"     | España  | 2014-2015 |
| C. F. Trival Valderas  | España  | 2015      |
| C. F. Rayo Majadahonda | España  | 2015-2017 |
| Club Lleida Esportiu   | España  | 2017-2018 |
| Piast Gliwice          | Polonia | 2018-2020 |
| Sivasspor              | Turquía | 2020-2022 |
| Piast Gliwice          | Polonia | 2022-     |

## Palmarés

### Títulos nacionales
| Título          | Club          | País    | Año  |
| --------------- | ------------- | ------- | ---- |
| Ekstraklasa     | Piast Gliwice | Polonia | 2019 |
| Copa de Turquía | Sivasspor     | Turquía | 2022 |